# Ambitus
Ambitus er et musikteoretisk ord for at beskrive toneomfang.
Der er to hovedområder:
- Et instruments ambitus
- En melodis ambitus

Et instruments ambitus kaldes også dets register og beskriver altså, hvilket toneomfang det er muligt at spille på det pågældende instrument. På instrumenter af samme type kan ambitus dog godt variere en smule af forskellige grunde.

En melodis ambitus er fra den dybeste tone (bundtone), der benyttes i en melodi, til den højeste (højtone). I ældre klassisk musik brugte man meget c-nøglen i forskellige positioner. Dette var et hensyn, der blev taget til den udøvende, således at melodiens ambitus kunne passe inden for nodelinjerne, og man derfor ikke skulle benytte nogen/for mange hjælpelinjer.